# Гавраїлово
Гавраї́лово (болг. Гавраилово) — село в Сливенській області Болгарії. Входить до складу общини Сливен.

## Населення
За даними перепису населення 2011 року у селі проживали 1193 особи.
Національний склад населення села:
| Національність   | Кількість осіб | Відсоток |
| ---------------- | -------------- | -------- |
| болгари          | 771            | 80,5 %   |
| цигани           | 182            | 19,0 %   |
| Всього відповіли | 958            |          |

Розподіл населення за віком у 2011 році:
Динаміка населення: